# Quod scripsi, scripsi

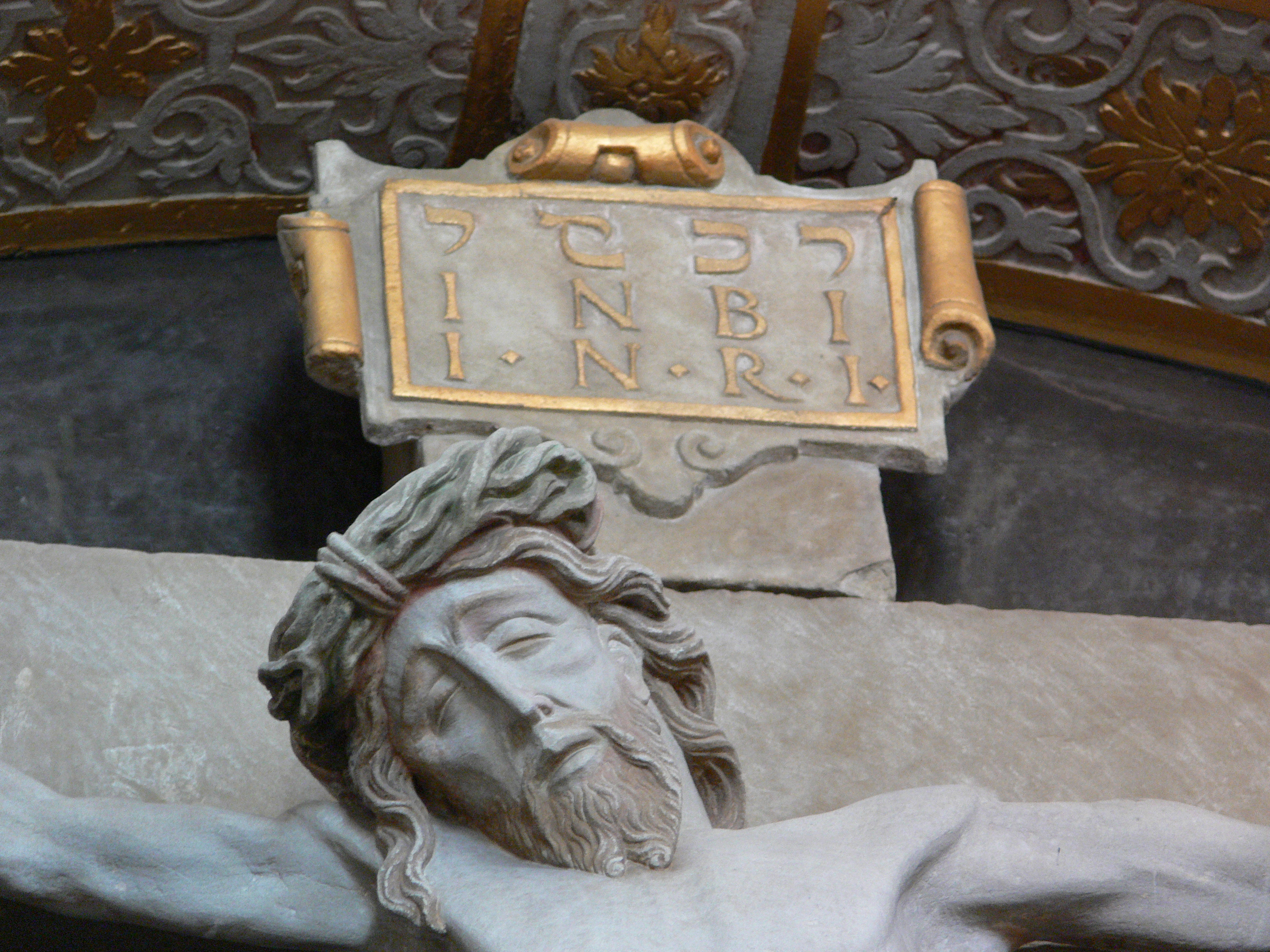
L'acronimo INRI nelle tre lingue (secondo Giovanni 19:20) e appeso alla croce; abbazia di Ellwangen, (Germania).

Quod scripsi, scripsi è una locuzione latina, che tradotta letteralmente significa: "Quello che ho scritto, ho scritto". È tratta dal Vangelo secondo Giovanni:  19,22.
È la risposta che, secondo il Vangelo, Ponzio Pilato avrebbe dato ai sommi sacerdoti dei giudei, che chiedevano di modificare l'iscrizione da lui apposta sopra la croce di Gesù.
Racconta l'evangelista Giovanni che Pilato, dopo aver fatto crocifiggere Gesù, fece apporre alla croce, come motivazione della condanna, una tavoletta (titulus) con la scritta "Gesù Nazareno, re dei giudei" in aramaico, latino e greco, realizzando involontariamente una profezia messianica. I sommi sacerdoti gli dissero: «Non scrivere "Il re dei giudei", ma che costui ha detto: "Io sono il re dei giudei"». Pilato sbrigativamente rispose: «Quod scripsi, scripsi», facendo loro capire con tale risposta che non intendeva ritornare sulla decisione presa.
Si cita la frase (anche nella forma Quod dixi, dixi, "Quel che ho detto, ho detto") per dire che una decisione presa è irrevocabile e che non le si vuol apportare alcun mutamento. 
La locuzione compare come uno dei due exergon apposti prima dell'inizio del romanzo Il Vangelo secondo Gesù Cristo di José Saramago, romanzo del 1991.